# Симеон Кръстев (футболист)
Симеон Кръстев е бивш български футболист, нападател.
Играл е за Бдин (Видин), Академик (Свищов), Локомотив (Пловдив) , Локомотив (Русе),Раковски (Русе), Монтана и Първа атомна (Козлодуй)
Има 86 мача и 15 гола в А група. Голмайстор на Б група с 26 гола за Академик (Свищов) през 1992 г. Има 3 мача за Купата на УЕФА с Локомотив (Пловдив).

## Статистика по сезони
- Бдин – 1984/85 – В група, 8 мача/1 гол
- Бдин – 1985/86 – В група, 19/4
- Бдин – 1986/87 – Б група, 31/9
- Бдин – 1987/88 – Б група, 37/12
- Бдин – 1988/89 – Б група, 35/10
- Академик (Св) – 1989/90 – Б група, 36/13
- Академик (Св) – 1990/91 – Б група, 34/18
- Академик (Св) – 1991/92 – Б група, 38/26
- Локомотив (Пд) – 1992/93 – А група, 27/6
- Локомотив (Пд) – 1993/ес. - А група, 14/3
- Локомотив (Рс) – 1994/пр. - Б група, 13/7
- Локомотив (Рс) – 1994/95 – Б група, 29/11
- Раковски – 1995/96 – А група, 28/5
- Раковски – 1996/ес. - А група, 5/0
- Монтана – 1996/97 – А група, 12/1
- Първа атомна – 1997/пр. - Б група, 10/5
- Първа атомна – 1997/98 – В група, 26/11
- Първа атомна – 1998/99 – В група, 21/7
- Първа атомна – 1999/00 – В група, 18/4